# سفارة المغرب في ليبيا
سفارة المغرب في ليبيا هي أرفع تمثيل دبلوماسي لدولة المغرب لدى ليبيا. تقع السفارة في طرابلس العاصمة وهي تهدف لتعزيز المصالح المغربية في ليبيا.

## سفراء المغرب بليبيا
| السفير              | بداية الفترة | تقديم أوراق الإعتماد | نهاية الفترة  | ملوك المغرب              | عاهل ليبيا         |
| ------------------- | ------------ | -------------------- | ------------- | ------------------------ | ------------------ |
| محمد المكي الناصري  | 1961         |                      | 1963          | الحسن الثاني             | محمد إدريس السنوسي |
| عبد الهادي الشرايبي |              |                      | 15 أبريل 1965 | الحسن الثاني             | محمد إدريس السنوسي |
| محفوظ الخطيب        |              |                      | 5 يوليو 1967  | الحسن الثاني             | محمد إدريس السنوسي |
| عبد الهادي التازي   | 5 يوليو 1967 |                      | 1968          | الحسن الثاني             | محمد إدريس السنوسي |
| إدريس العلوي        |              |                      |               | الحسن الثاني             | معمر القذافي       |
| المعطي جوريو        | 1981         |                      | 1982          | الحسن الثاني             | معمر القذافي       |
| إدريس الفلاح        |              |                      |               | الحسن الثاني             | معمر القذافي       |
| المهدي العلوي       |              |                      |               | الحسن الثاني/محمد السادس | معمر القذافي       |
| محمد بلعيش          | 9 مارس 2013‘ |                      | 30 دجنبر 2021 | محمد السادس              | محمد يوسف المقريف  |

## المغاربة المقيمين في ليبيا
بلغ عدد المغاربة المقيمين في ليبيا 76.923 شخصًا بحسب الإحصائيات الرسمية لوزارة الشؤون الخارجية والتعاون الدولي لسنة 2018.

## قنصلية
بنغازي: قنصلية عامة.